# Liste der Beiträge für den besten fremdsprachigen Film für die Oscarverleihung 2001
Die folgenden 46 Filme, alle aus verschiedenen Ländern, waren Vorschläge in der Kategorie Bester fremdsprachiger Film für die Oscarverleihung 2001. Die hervorgehobenen Titel waren die fünf letztendlich nominierten Filme, welche aus den Ländern Belgien, Frankreich, Mexiko, Taiwan und Tschechien stammen. Der Oscar ging an Tiger and Dragon, welches Taiwan repräsentierte.
Zum ersten Mal wurde ein Vorschlag aus Ecuador in dieser Kategorie eingereicht.

## Beiträge
| Land                | Deutscher Verleihtitel                                  | Originaltitel                                           | Sprache(n)                       | Regisseur(e)                          | Ergebnis        |
| ------------------- | ------------------------------------------------------- | ------------------------------------------------------- | -------------------------------- | ------------------------------------- | --------------- |
| Algerien            | Little Senegal                                          | Little Senegal                                          | Englisch, Französisch, Wolof     | Rachid Bouchareb                      | Nicht nominiert |
| Argentinien         | Felicidades                                             | Felicidades                                             | Spanisch                         | Lucho Bender                          | Nicht nominiert |
| Belgien             | Jeder ist ein Star!                                     | Iedereen beroemd!                                       | Niederländisch, Englisch         | Dominique Deruddere                   | Nominiert       |
| Brasilien           | Ich Du Sie: Darlenes Männer                             | Eu, Tu, Eles                                            | Portugiesisch                    | Andrucha Waddington                   | Nicht nominiert |
| Bulgarien           | Brief nach Amerika                                      | Писмо до Америка (Pismo do Amerika)                     | Bulgarisch, Englisch             | Iglika Triffonova                     | Nicht nominiert |
| Chile               | Coronación - Die Krönung                                | Coronación                                              | Spanisch                         | Silvio Caiozzi                        | Nicht nominiert |
| Volksrepublik China | Breaking the Silence                                    | 漂亮妈妈 (Piao liang ma ma)                             | Mandarin                         | Sun Zhou                              | Nicht nominiert |
| Dänemark            | Hier in der Nähe                                        | Her i nærheden                                          | Dänisch                          | Kaspar Rostrup                        | Nicht nominiert |
| Deutschland         | Die Unberührbare                                        | Die Unberührbare                                        | Deutsch                          | Oskar Roehler                         | Nicht nominiert |
| Ecuador             | Sueños en la mitad del mundo                            | Sueños en la mitad del mundo                            | Spanisch                         | Carlos Naranjo Estrella               | Nicht nominiert |
| Finnland            | Sieben Lieder aus der Tundra                            | Seitsemän laulua tundralta                              | Nenzisch, Russisch               | Anastasia Lapsui, Markku Lehmuskallio | Nicht nominiert |
| Frankreich          | Lust auf Anderes                                        | Le Goût des Autres                                      | Französisch                      | Agnès Jaoui                           | Nominiert       |
| Georgien            | 27 Missing Kisses                                       | 27 დაკარგული კოცნა (otsdashvidi dakarguli kotsna)       | Georgisch, Französisch, Russisch | Nana Dschordschadse                   | Nicht nominiert |
| Griechenland        | Peppermint                                              | Peppermint                                              | Griechisch                       | Costas Kapakas                        | Nicht nominiert |
| Hongkong            | In the Mood for Love                                    | 花樣年華 (Huāyàng niánhuá)                              | Kantonesisch, Shanghaiisch       | Wong Kar-Wai                          | Nicht nominiert |
| Indien              | Hey Ram – Augenblicke der Zärtlichkeit                  | हे राम (Hey Ram)                                          | Tamil                            | Kamal Haasan                          | Nicht nominiert |
| Iran                | Zeit der trunkenen Pferde                               | زمانی برای مستی اسب‌ها(Zamani barayé masti asbha)        | Kurdisch, Persisch               | Bahman Ghobadi                        | Nicht nominiert |
| Island              | Engel des Universums                                    | Englar alheimsins                                       | Isländisch                       | Friðrik Þór Friðriksson               | Nicht nominiert |
| Israel              | Ha-Hesder                                               | ההסדר (Ha-Hesder)                                       | Hebräisch                        | Joseph Cedar                          | Nicht nominiert |
| Italien             | 100 Schritte                                            | I cento passi                                           | Italienisch                      | Marco Tullio Giordana                 | Nicht nominiert |
| Japan               | Nach dem Regen                                          | 雨あがる (Ame Agaru)                                    | Japanisch                        | Takashi Koizumi                       | Nicht nominiert |
| Kanada              | Maelström                                               | Maelström                                               | Französisch                      | Denis Villeneuve                      | Nicht nominiert |
| Kroatien            | Marshall Titos Geist                                    | Maršal                                                  | Serbokroatisch                   | Vinko Brešan                          | Nicht nominiert |
| Marokko             | Ali Zaoua, Prinz der Straße                             | Ali Zoua                                                | Arabisch, Französisch            | Nabyl Ayouch                          | Nicht nominiert |
| Mexiko              | Amores Perros                                           | Amores perros                                           | Spanisch                         | Alejandro González Iñárritu           | Nominiert       |
| Nepal               | Mukundo                                                 | Mukundo                                                 | Nepali                           | Tsering Rhitar Sherpa                 | Nicht nominiert |
| Niederlande         | Krümelchen                                              | Kruimeltje                                              | Niederländisch                   | Maria Peters                          | Nicht nominiert |
| Norwegen            | Als ich Jesus mit der Schleuder traf!                   | Da jeg traff Jesus... med sprettert                     | Norwegisch                       | Stein Leikanger                       | Nicht nominiert |
| Österreich          | Die Fremde                                              | Die Fremde                                              | Deutsch                          | Götz Spielmann                        | Nicht nominiert |
| Philippinen         | Anak                                                    | Anak                                                    | Filipino, Tagalog                | Rory B. Quintos                       | Nicht nominiert |
| Polen               | Życie jako śmiertelna choroba przenoszona drogą płciową | Życie jako śmiertelna choroba przenoszona drogą płciową | Polnisch                         | Krzysztof Zanussi                     | Nicht nominiert |
| Portugal            | Tarde Demais                                            | Tarde Demais                                            | Portugiesisch                    | José Nascimento                       | Nicht nominiert |
| Russland            | Das Tagebuch seiner Frau                                | Дневник его жены (Dnevnik ego zheny)                    | Russisch                         | Alexei Jefimowitsch Utschitel         | Nicht nominiert |
| Schweden            | Songs from the Second Floor                             | Sånger från andra våningen                              | Schwedisch                       | Roy Andersson                         | Nicht nominiert |
| Schweiz             | Gripsholm                                               | Gripsholm                                               | Deutsch, Schwedisch              | Xavier Koller                         | Nicht nominiert |
| Serbien             | Nebeska Udica                                           | Небеска удиц (Nebeska udica)                            | Serbisch                         | Ljubiša Samardžić                     | Nicht nominiert |
| Slowakei            | Krähwinkel                                              | Krajinka                                                | Slowakisch                       | Martin Šulík                          | Nicht nominiert |
| Spanien             | Una historia de entonces                                | Una historia de entonces                                | Spanisch                         | José Luis Garci                       | Nicht nominiert |
| Südkorea            | Das Lied der treuen Chunhyang                           | Chunhyangdyeon (춘향뎐)                                 | Koreanisch                       | Im Kwon-taek                          | Nicht nominiert |
| Taiwan              | Tiger and Dragon                                        | 臥虎藏龍 (Wò hǔ cáng lóng)                              | Mandarin                         | Ang Lee                               | Gewonnen        |
| Thailand            | Ruang Talok 69 – Eine tödliche Adresse                  | เรื่องตลก 69 (Ruang Talok 69) (เรื่องตลก)                   | Thailändisch                     | Pen-Ek Ratanaruang                    | Nicht nominiert |
| Tschechien          | Wir müssen zusammenhalten                               | Musíme si pomáhat                                       | Tschechisch                      | Jan Hřebejk                           | Nominiert       |
| Türkei              | Nimm das Geld und hau ab                                | Kaç para kaç                                            | Türkisch                         | Reha Erdem                            | Nicht nominiert |
| Ungarn              | Glamour                                                 | Glamour                                                 | Ungarisch                        | Frigyes Gödrös                        | Nicht nominiert |
| Venezuela           | Oro Diablo                                              | Oro Diablo                                              | Spanisch                         | José Ramón Novoa                      | Nicht nominiert |
| Vietnam             | Ein Sommer in Hanoi                                     | Mùa hè chiều thẳng đứng                                 | Vietnamesisch                    | Trần Anh Hùng                         | Nicht nominiert |